# 42478 Inozemtseva
42478 Inozemtseva è un asteroide della fascia principale. Scoperto nel 1981, presenta un'orbita caratterizzata da un semiasse maggiore pari a 2,6823740 UA e da un'eccentricità di 0,2052527, inclinata di 12,16244° rispetto all'eclittica.